# Saitis nanus
Saitis nanus là một loài nhện trong họ Salticidae.
Loài này thuộc chi Saitis. Saitis nanus được Ilka Maria Fernandes Soares & Hélio Ferraz de Almeida Camargo miêu tả năm 1948.